# Ischiodontus boninensis
Ischiodontus boninensis là một loài bọ cánh cứng trong họ Elateridae. Loài này được Makihara & Ôhira miêu tả khoa học năm 2006.